# Мария (супруга Льва III)
Мария (греч. Μαρία; VII век — не ранее 718) — византийская императрица, супруга императора Льва III Исавра.
Юстиниан II был свергнут и казнён в 711 году. За ним последовали краткие правления Филиппика (711—713), Анастасия II (713—715) и Феодосия III (715—717). Все трое были возведены на престол фракциями византийской армии в результате государственных переворотов. Восстание стратега фемы Анатолик Льва и стратега фемы Армениакон Артавазда привело к свержению Феодосия. 25 марта 717 года Лев был провозглашён императором в соборе Святой Софии. Мария появляется в исторических записях как императрица.
В июле 718 года Мария родила сына Константина во время осады Константинополя Масламой ибн Абдул-Маликом, военачальником Омейядского халифата. Осада была снята к августу того же года, и войска Омейядов отступили. 25 августа Мария получила титул Августы, а её сын был крещён патриархом Германом I. Константин был провозглашён соимператором в августе 720 года.
Лев оставался императором до своей смерти 18 июня 741 года. Пережила ли его Мария, неизвестно.